# Старосинявский сахарный завод
Старосинявский сахарный завод — предприятие пищевой промышленности в посёлке городского типа Старая Синява Хмельницкого района Хмельницкой области Украины, прекратившее своё существование.

## История

### 1875—1917
Небольшой сахарный завод в местечке Старая Синява Старосинявской волости Литинского уезда Подольской губернии Российской империи был построен в 1875 году. Позднее его купил один из одесских капиталистов, который значительно расширил предприятие — в 1900 году здесь работали 253 человека, а объём производства увеличился почти в четыре раза в сравнении с 1885 годом.
Условия работы в это время были тяжелыми (продолжительность рабочего дня составляла 12 часов), зарплата была низкой (не более 8,5 рублей в месяц), а средств механизации не имелось — свеклу нарезали на машине с ручным приводом и загружали в диффузоры вручную; сахар сушили, расправляя граблями; воду носили в коромыслах из колодца.

### 1918—1991
В январе 1918 года в селении была установлена Советская власть, но уже через месяц селение оккупировали австрийско-немецкие войска (которые оставались здесь до ноября 1918 года), в дальнейшем село оказалось в зоне боевых действий гражданской войны и советско-польской войны.
В 1921 году началось восстановление частично разрушенного сахарного завода, при котором был создан совхоз для выращивания сахарной свеклы (получивший 1042 гектаров земли). Одновременно с ремонтом, в первой половине 1920-х годов была выполнена реконструкция завода (численность рабочих на котором к 1925 году увеличилась до 516 человек). Проводились мероприятия по обучению и повышению квалификации работников — здесь был создан кружок ликвидации неграмотности, а в октябре 1925 года — школа политграмоты (в которой учились 17 человек).
В ходе индустриализации была построена и в 1933 году — введена в эксплуатацию Старосинявская электростанция. Предприятие и село были электрифицированы. В 1934 году началась реконструкция завода с целью повысить перерабатывающие мощности с 5 тыс. центнеров в сутки до 7 тыс. центнеров в сутки, которая была успешно завершена перед началом войны.
После начала Великой Отечественной войны рабочие завода вместе с другими жителями села участвовали в строительстве укреплений и уборке урожая. В связи с приближением линии фронта 2 июля 1941 года началась эвакуация заводского оборудования. 14 июля 1941 года село было оккупировано немецкими войсками.
В июне 1943 года советские партизаны проникли в Старую Синяву, совершили несколько диверсий и вывезли с завода сахар в лес на заводском автотранспорте.
8 марта 1944 года село освободили части 121-й стрелковой дивизии РККА.
При отступлении гитлеровцы успели частично разрушить сахарный завод, МТС, колхозы и школы (общая сумма убытков селу превысила 28,4 млн. рублей). После расчистки территории от неразорвавшихся боеприпасов и иных взрывоопасных предметов началось восстановление хозяйства. Рабочие сахарного завода собрали 44,3 тыс. рублей на строительство танка «Старосинявський цукрокомбінат».
В 1945 году завод переработал свеклу урожая 1944 года и произвёл первые 26 тыс. центнеров сахара. В том же 1945 году был восстановлен свеклосовхоз и возобновила работу МТС, что обеспечило возможность расширить посевы свеклы.
В 1964—1965 гг. сахарный завод был реконструирован, и его перерабатывающие мощности были увеличены до 16 тыс. центнеров сахарной свеклы в сутки.
Коллектив завода принимал активное участие в рационализаторской деятельности (только в 1970 году было внесено 170 рационализаторских предложений, экономический эффект от внедрения которых составил 29 тыс. рублей). В результате, плановые показатели по производству сахара на восьмую пятилетку (1966—1970 гг.) завод выполнил на 105,5 %.
В целом, в советское время завод был крупнейшим предприятием райцентра, на его балансе находились жилые дома и объекты социальной инфраструктуры.

### После 1991
В мае 1995 года Кабинет министров Украины утвердил решение о приватизации сахарного завода и райсельхозтехники, в июле 1995 года было утверждено решение о приватизации обеспечивавшего завод сырьём свеклосовхоза.
В июне 1996 года арбитражный суд Хмельницкой области возбудил дело о банкротстве завода. В декабре 2001 года он был признан банкротом.
Весной 2008 года Старосинявский сахарный завод разобрали на металлолом.